# 提灯暗航
『提灯暗航』（ちょうちんあんこう）は、2023年5月24日にリリースされた、バーチャルアーティストユニット HIMEHINA の 3rd アルバムである。また、「提灯暗航」はこのアルバムに収録されている表題曲にもなっており、リリース同日にYouTube上でミュージックビデオが公開された。
本項では、同年8月に行われた音楽ライブ『HIMEHINA LIVE 2023「提灯暗航、夏をゆく」』についても述べる。

## 概要
『提灯暗航』は、2020年の 1st アルバム『藍の華』、2021年の2nd アルバム『希織歌』に次ぐ、HIMEHINAのオリジナル楽曲が収録されたフルアルバムである。「線香花火のように燃えては散る人生の中で、チョウチンアンコウのように希望の光を掲げて進む」というコンセプトが示されている。

### 反響
2023年5月第4週（2023年6月5日付）のオリコン週間デジタルアルバムランキングで1位を獲得した。

## 収録曲
以下の19曲が収録されている。musicるTV 2023年5月度のオープニングテーマである「WWW」のほか、メンバーである田中ヒメと鈴木ヒナそれぞれによるソロ作詞曲、また初のヒメヒナ×ゴゴの共同作詞曲などが含まれている。
1. 夢のおわりの菊の花 [03:41]
作詞/作曲：Gohgo、編曲：Soma Genda & Gohgo
2. 神喰姫 [03:24]
作詞：Gohgo、作曲/編曲：南田健吾[注釈 2]
3. WWW [03:39]
作詞：Gohgo、作曲：Soma Genda & Dirty Orange & Gohgo、編曲：Dirty Orange
4. 棄てられた鉄の王国 [01:18]
作詞/作曲/編曲：Gohgo
5. パラソムニア [03:25]
作詞：鈴木ヒナ、作曲/編曲：細見遼太郎
6. GOLDEN [03:39]
作詞：Gohgo、作曲：Soma Genda & Ryuichi Iwasaki & Gohgo、編曲：Ryuichi Iwasaki
7. Hello, Mic. [01:46]
作詞/作曲/編曲：Gohgo
8. Hello, Hologram [03:22]
作詞：Gohgo、作曲/編曲：齋藤大
9. 不機嫌なスリーカード [03:40]
作詞：鈴木ヒナ、作曲/編曲：長橋健一
10. ナンダロウナ・フンドランド [01:56]
作詞/作曲/編曲：Gohgo
11. One-Way [04:05]
作詞：田中ヒメ、作曲/編曲：古賀頌哉
12. ハレ [03:33]
作詞：HIMEHINA & Gohgo、作曲/編曲：そとなかはらりゅうのすけ
13. 人間界不適合者 [02:23]
作詞/作曲/編曲：Gohgo
14. 提灯暗航 [04:12]
作詞：Gohgo、作曲：Hylen & Gohgo、編曲：Hylen
15. 未来は軌跡のキスの先 [05:24]
作詞：Gohgo、作曲/編曲：秋浦智裕
16. 会えないボクラ [03:38]
作詞/作曲：Gohgo、編曲：西村奈央 & Gohgo
17. 会いたいボクラ [03:57]
作詞：田中ヒメ、作曲/編曲：森田友梨
18. 閃光花火 [03:36]
作詞：Gohgo、作曲/編曲：浅利進吾
19. Out:夢の跡 [00:42]

### 各楽曲について
田中ヒメはインタビューの中で、本アルバムの中で「閃光花火」が最も好きだと語っている。この楽曲「閃光花火」は、下記ライブ『提灯暗航、夏をゆく』中で2度演奏された。鈴木ヒメは同ライブで、本アルバムと同名の楽曲「提灯暗航」の演出がお気に入りだと語っている。この楽曲は『提灯暗航、夏をゆく』のために歌詞を仕立てたものである。
「パラソムニア」は鈴木ヒナ自身が作詞したものである。田中ヒメはこの曲の落ちサビの歌い方が良いと評している。

## 提灯暗航、夏をゆく
『HIMEHINA LIVE 2023「提灯暗航、夏をゆく」』は、2023年8月5日に大宮ソニックシティホールにて開催された、HIMEHINA の音楽ライブである。2024年4月26日に本ライブを収録したBlu-rayが発売されている。また、2024年7月27日には、本ライブの映像がYouTube上で無料配信された。

### 概要
これまでのライブは、コロナ禍によりツアーが中止となったり、『藍の華』や『希織歌と時鐘』のようにオンラインライブとなったり、前作の『アイタイボクラ』のように声出しはハミングのみであったが、本ライブでは声出し解禁となった。現地での観客は約2,500人であった。
演者の2人はステージ中央に置かれた2つの箱型の舞台装置「アーク」に登場した。この箱は内部が描写され、奥行きがあるように映された。ステージ背後の巨大LEDでは、ミュージックビデオや歌詞のモーションタイポグラフィとともに、一般的なライブのサービス映像のように演者を望遠カメラで抜いて大きく映し出したカットも表示されていた。後半のバラードパートではこのズーム演出が多用された。
MCパートの演出では、土管を通って「箱」からLEDにワープし、2人が巨大化するという仕掛けが施された。また、活動休止したキズナアイや、卒業したミライアカリ、輝夜月などのバーチャルYouTuberを想起させるMCが行われた。
舞台セットは「和」の風情のあるものであった。楽曲「提灯暗航」の演出では、背景に大きな月が現れた。楽曲「閃光花火」の演出では、キャノンが打ち上げられた。

### 収録曲
3時間、全40曲にわたる公演であった。
1. Introduction：夢のおわりの菊の花
2. Opening：Lady of Crazy
3. WWW
4. ヒトガタ
5. ボクラハ＆ナイデ
6. ヒバリ
7. 氷少女と陥落街
8. こだましがみ
9. 神喰姫
10. 人間界不適合者
11. 棄てられた鉄の王国
12. パラソムニア
13. GOLDEN
14. 人間道
15. 東京テディベア
16. ヒバナ
17. マーシャル・マキシマイザー
18. QUEEN
19. 酔いどれ知らず
20. Overdose
21. ナンダロウナ・フンドランド
22. Interview #20230805
23. 空っぽの箱庭
24. Raise your voice!
25. 発表：ヒメヒナ大変身
26. One-Way
27. 会えないボクラ
28. 水たまりロンド ～Piano ver.～
29. 提灯暗航
30. 未来は軌跡のキスの先
31. Hello, Mic.
32. Hello, Hologram
33. アダムとマダム
34. 不機嫌なスリーカード
35. ハレ
36. 会いたいボクラ
37. 閃光花火 ～一発目～
38. Encore Calling
39. 鈍色キリカ
40. コールガールは3分で
41. 希織歌と時鐘
42. 《Message from HIMEHINA》
43. マザードラッグ
44. 閃光花火 ～二発目～